# Karl Kilsmo
Karl Gustaf Kilsmo (i riksdagen kallad Kilsmo i Vingsleör eller Kilsmo i Finstorp), född 22 februari 1906 i Svennevads socken, död 17 mars 1977 i Lilla Mellösa socken, var en svensk godsägare och politiker (folkpartist).

## Karriär
Kilsmo, som växte upp i en skogsarbetarfamilj, arbetade själv i skogen från tolv års ålder. Som artonåring började han som föreläsare i Svenska missionsförbundet, och han fick sedan möjlighet att studera vid SMF:s missionsskola 1928-1931. Han tog studentexamen vid Lunds privata elementarläroverk (Spyken) 1933 och bedrev därefter studier vid Stockholms högskola. År 1942 köpte han Vingsleörs säteri i Lista socken, och 1957 flyttade han till Finstorps gård i Flen.
Som ung var Kilsmo aktiv i Sveriges kristna socialdemokraters förbund, där han också var redaktör för tidningen Broderskap 1936-1942. Han gick senare över till folkpartiet.
Kilsmo var riksdagsledamot i andra kammaren 1953-1958 för Södermanlands läns valkrets och i första kammaren 1964-1970 för Södermanlands och Västmanlands läns valkrets. I riksdagen var han bland annat suppleant i tredje lagutskottet 1953-1958 och i andra lagutskottet 1964-1970. Han engagerade sig bland annat för ökat bistånd till tredje världen. Han skrev nio egna motioner i riksdagen bland annat av utvecklingsbistånd och om upphävande av jordförvärvslagen. 
Kilsmo var även engagerad i regionalpolitiken, bland annat som ledamot i Södermanlands läns landsting 1938-1942. 
I två band har Kilsmo beskrivit den moderna frikyrkans uppkomst.